# Поляков, Пётр Андрианович
Пётр Андрианович Поляков (укр. Петро Андріанович Поляков; 2 [15] ноября 1907, Одесса, Херсонская губерния, Российская империя — 5 октября 1973, Киев, Украинская ССР, СССР) — советский композитор и дирижёр. Заслуженный артист УССР (1946).

## Биография
Родился Пётр Андрианович Поляков 2 [15] ноября 1907 года в Одессе.
В 1926—1929 годах учился на дирижёрско-композиторском факультете Одесской консерватории. В 1931 году окончил Киевский музыкальный драматический институт по классам композиции Бориса Лятошинского и дирижирования у Валериана Бердяева. С 1933 года дирижёр и художественный руководитель Симфонического оркестра Украинского радио, в 1953—1956 годах — Государственного симфонического оркестра УССР, в 1956—1961 годах — дирижёр и заведующий музыкальной частью Киевского театра музыкальной комедии.
Был членом Коммунистической партии Советского Союза с 1940 года.
Ушёл из жизни 5 октября 1973 года в возрасте 65 лет в Киеве.

## Сочинения
- 1931 — сюита «Танцевальная»
- 1942 — Живи, Украина
- 1952 — сюита «Колхозная»
- 1954 — сюита «Дружба народов»
- 1954 — Огни коммунизма
- 1959 — Кого я кохаю / Кого я люблю
- 1962 — Василий Тёркин
- 1967 — сюита «Симфоническая поэма»
- 1970 — сюита «Рапсодия-фантазия»
- 1971 — Солдату свободы

## Звания
- 1946 — Заслуженный артист УССР